# Kronprinds Frederik (1784)
Lo HDMS Kronprinds Frederik è stato un vascello da 74 cannoni in servizio tra il 1786 e il 1807 nella Reale Marina dei Regni di Danimarca e Norvegia, e tra il 1807 e il 1815 nella Royal Navy britannica.

## Storia
Quinta unità della Classe Prindsesse Sophia Frederica, il vascello da 74 cannoni Prindsesse Caroline, progettato dall'ingegnere navale Henrik Gerner, venne impostato presso il cantiere navale Arodsand il 25 giugno 1782,  varato l'8 maggio 1784, entrò in servizio attivo nella Kongelige danske marine nel 1786.
L'unità partecipò attivamente alla seconda battaglia di Copenaghen (8 agosto 1807), e fu catturata dalla Royal Navy il 7 settembre successivo. Arrivata a Chatham il 13 novembre dello stesso anno venne immessa in servizio come HMS Kron Princen. L'unità fu poi trasferita, nel novembre 1809, a Gillingham per essere usata come nave prigione, completando la trasformazione presso i cantieri navali di Chatham entro il 7 dicembre dello stesso anno. Il Kron Princen venne radiato il 21 novembre 1814 e venduto per la demolizione per la cifra di 2.600 sterline. Suoi comandanti furono i tenenti Thomas Chambers (novembre 1809-1811) e Thomas Spearing Osmer (1811-1814).

### Fonti
1. ↑  Colledge, Warlow 2006, p. 277.
2. 1 2  Tree Decks.
3. 1 2 3 4 5  Tree Decks.
4. ↑  Lyon, Winfield 2004, p. 47.
5. 1 2  Colledge, Warlow 2006, p. 190.